# Château de la Roca d'Anyer
Le château de Roca d'Anyer est un château médiéval situé sur la commune de Nyer.

## Localisation
Le château est situé à l'entrée des gorges de Nyer.

## Toponymie
Formes du nom
Le lieu de la Roca d'Anyer  ou de Nyer est cité sous le nom de Sancto Pedro de Ruppe au XIIe siècle puis de Ça Rocha en 1304. La chapelle attenante, devenue un ermitage par la suite, est nommée hermita de Nostra Senyora de Nyer au XVIIe siècle.
Étymologie
Ruppe est l'équivalent latin du pré-latin rocca. Ce dernier terme désigne un escarpement rocheux puis, par extension, le château qui est construit à son sommet.

## Histoire
Le château de la Roca d'Anyer est l'ancien château construit entre le Xe siècle et le XIe siècle, puis remanié aux XVe et XVIe siècles, avant d'être abandonné. Il comprenait une chapelle, devenue ermitage et connue sous le nom de Notre-Dame de la Roca. L'ensemble est remanié plusieurs fois au cours des siècles,,.
Le château est inscrit au titre des monuments historiques depuis le 6 mai 1965.

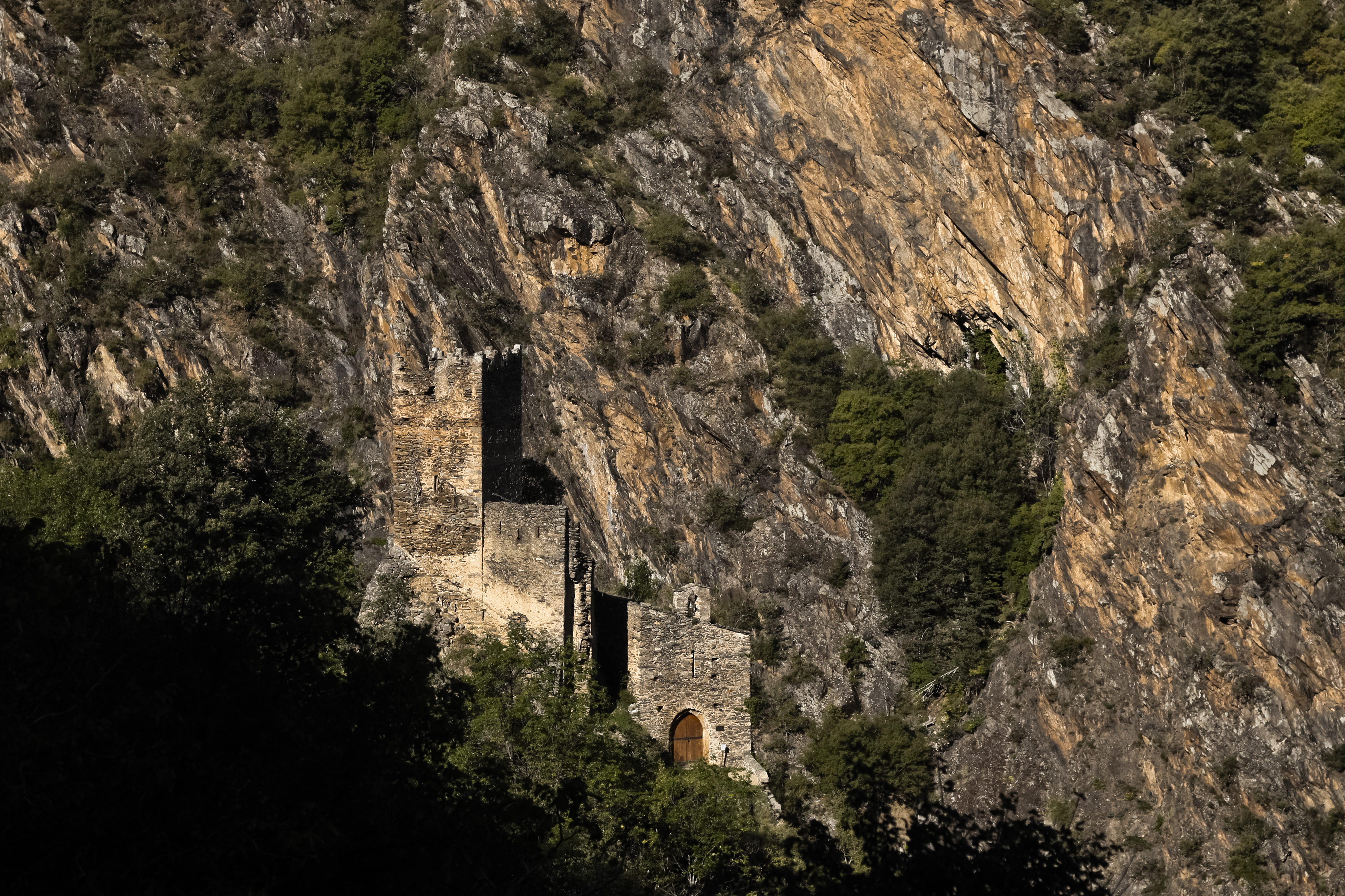
Le château de nos jours